# Palazzo Gonzaga (Marmirolo)
Palazzo Gonzaga era un edificio storico di Marmirolo, in provincia di Mantova.

## Storia e descrizione
In Marmirolo, già al tempo dei Corradi-Gonzaga, la famiglia deteneva terre ed immobili. Guidone Corradi era conte e signore di Marmirolo e qui trascorreva il suo tempo.
L'originario palazzo di famiglia era collocato all'interno del recinto dell'antico castello, circondato dalle acque del Redefossi. Con la presa del potere di Mantova sui Bonacolsi, i Gonzaga restaurarono i loro palazzi e scelsero Marmirolo come luogo di villeggiatura.
Verso il 1435 Gianfrancesco Gonzaga, primo marchese di Mantova, decise di edificare un nuovo palazzo, esterno alle mura del castello. Alla metà del Quattrocento Ludovico III Gonzaga ampliò e arredò la struttura, dotandola di ampi giardini. L'umanista Ognibene Bonisoli, discepolo di Vittorino da Feltre, fu ospite del palazzo verso il 1450. Alla morte del marchese Ludovico, la residenza passò ai figli Rodolfo e Ludovico Gonzaga ed acquisita successivamente da Federico I Gonzaga nel 1480, che ne fece un edificio sontuoso. Il suo successore Francesco II, provvide a fare affrescare le sale da Lorenzo Leonbruno e Francesco Bonsignori. Federico II Gonzaga, intorno al 1520, fece aggiungere al palazzo un nuovo padiglione, sul modello di Palazzo Te, dotato di nuove sale affrescate da Lorenzo Costa. Anche Isabella d'Este, madre di Federico, si complimentò col figlio per la magnifica residenza e tutti gli ospiti di riguardo, in visita alla corte di Mantova, venivano condotti a Marmirolo. Anche l'imperatore Carlo V fu ospite del palazzo nel 1530 e nel 1532 e partecipò a battute di caccia. Sotto la direzione di Giulio Romano vennero eseguiti importanti lavori e dal 1536 al 1539 altri ampliamenti, con logge affrescate da Rinaldo Mantovano. Nel 1549 fu ospite del palazzo anche il figlio di Carlo V, Filippo II. Con Carlo I di Gonzaga-Nevers iniziò la decadenza dell'edificio, pur rimanendo la residenza estiva della corte. Con l'assedio di Mantova del 1702 anche la residenza di Marmirolo subì importanti perdite. Nel 1756 il palazzo venne parzialmente abbattuto e nel 1798 fu completata da distruzione.
Del castello e del palazzo gonzaghesco sopravvive oggi solamente la torre medioevale, ricostruita nel 1700 e nel 1872.